# Бурый сокол
Бу́рый со́кол (лат. Falco berigora) — вид хищных птиц рода соколов. 
Обитает в Австралии и Новой Гвинее.
Длина птицы около 45 см. Населяют опушки лесов, открытые равнины, сельскохозяйственные угодья до высоты 3 000 метров. Обычно гнездятся в старых гнёздах, брошенных другими птицами. От других представителей рода бурые соколы отличаются более широкими крыльями и длинными ногами.
Самцы и самки окрашены одинаково, однотонно. Самый примитивный представитель рода.
Наибольшая продолжительность жизни в неволе — 16 лет.

## Галерея

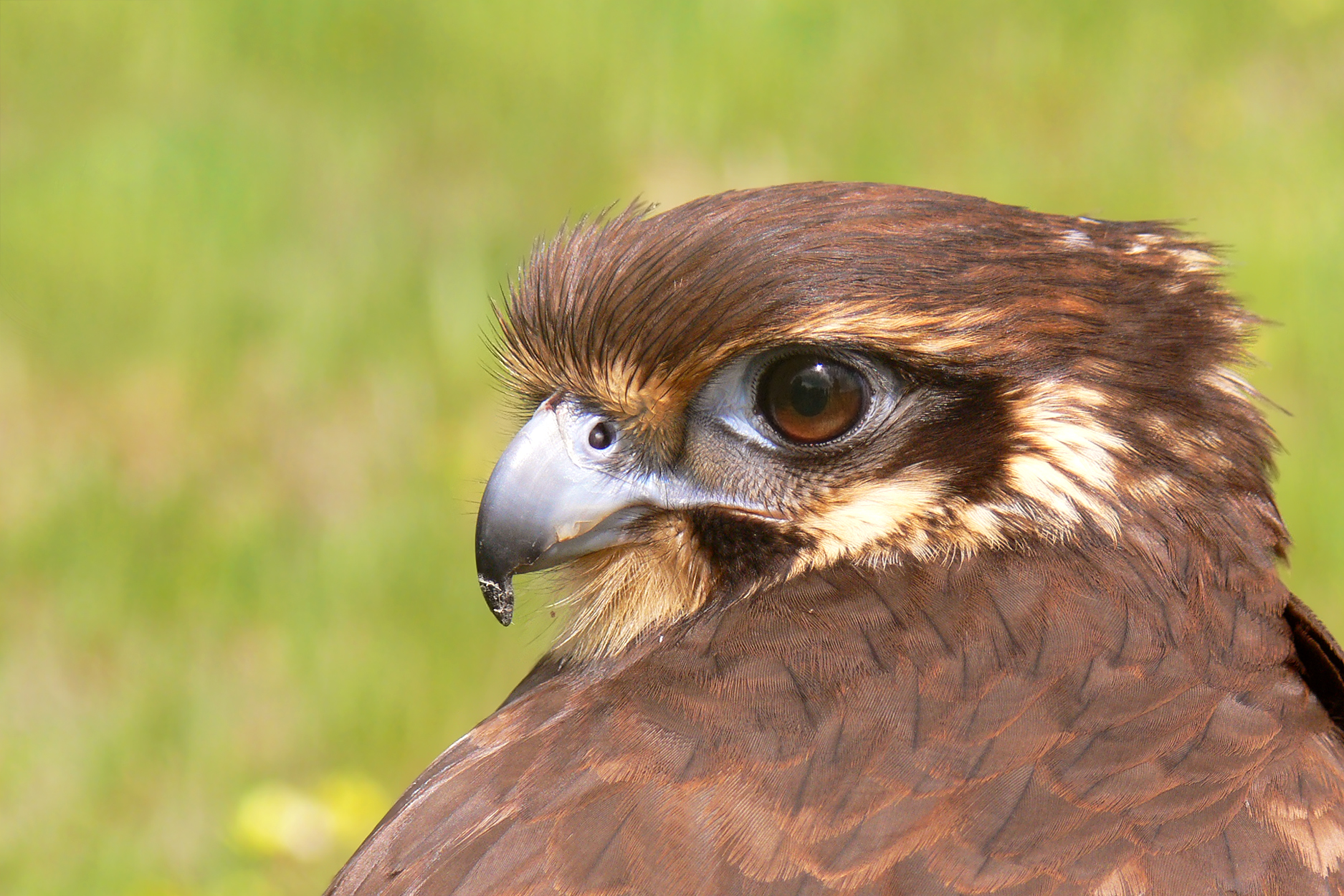
портрет
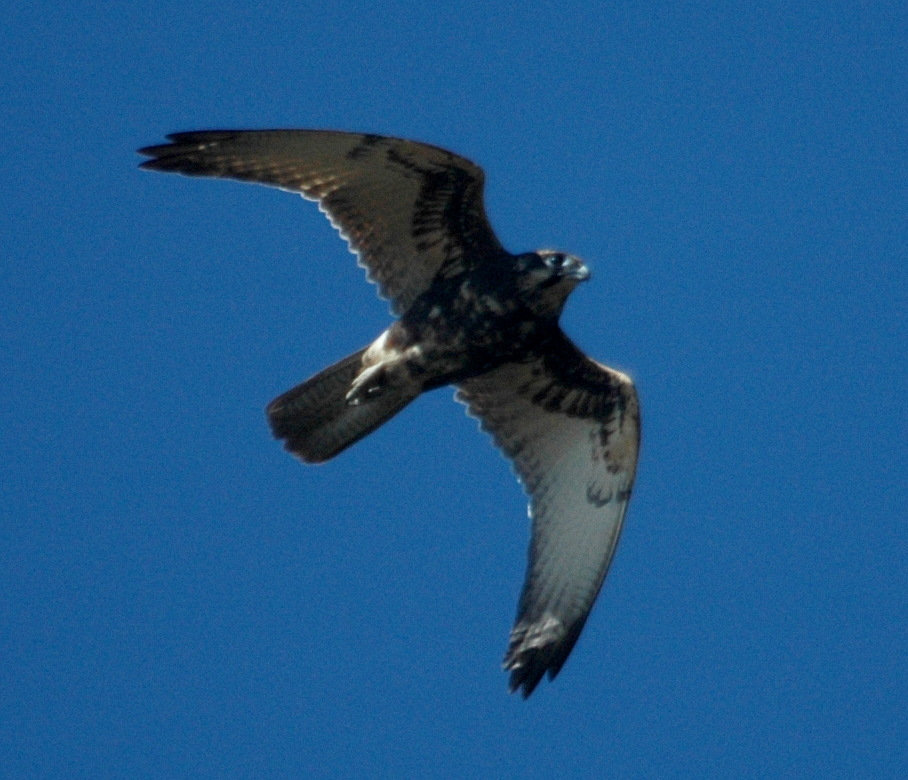
в полёте
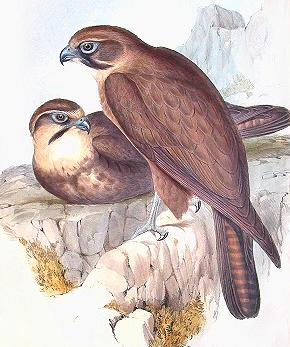
иллюстрация Джона Гульда
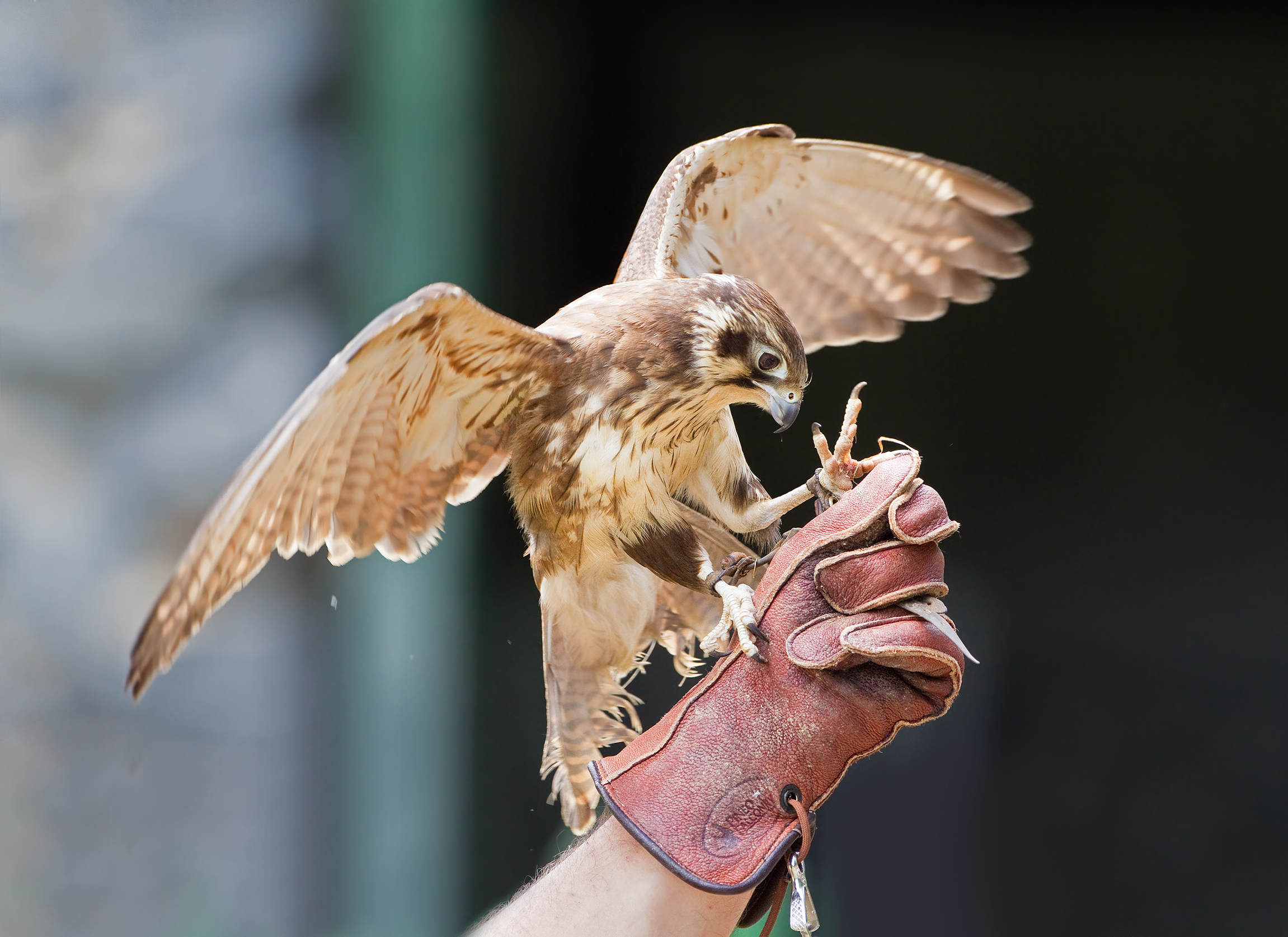